# Liste von Apfelsorten/M
Erläuterungen und Quellen: Siehe Hauptartikel!
| Apfelsorte | Bild                               | Kreuzung aus                            | Erstes Auftauchen                                                                                     | Anmerkungen                                                         | Quellen                                           |
| --- | ---------------------------------- | --------------------------------------- | --- | ------------------------------------------------------------------- | ------------------------------------------------- |
| M 9 |                                    |                                         | |                                                                     |                                                   |
| Mabbott's Pearmain | Siehe: Parmäne Aus Mabbott         | Siehe: Parmäne Aus Mabbott              | Siehe: Parmäne Aus Mabbott                                                                            | Siehe: Parmäne Aus Mabbott                                          | Siehe: Parmäne Aus Mabbott                        |
| Mac Lellan |                                    |                                         | |                                                                     | h (Nr. 380, S. 428)                               |
| Macexcel |                                    |                                         | |                                                                     | e                                                 |
| Macfree |                                    |                                         | |                                                                     | e                                                 |
| Maclean's Favourite |                                    |                                         | |                                                                     | a, f                                              |
| Macoun |                                    | McIntosh × Jersey Black                 | 1923 in New York                                                                                      |                                                                     | a, c, d, e, f, j, o                               |
| Macresa (oder: Makreza) |                                    |                                         | |                                                                     | o                                                 |
| Macross |                                    |                                         | |                                                                     | f                                                 |
| Macspur Mcintosh (oder: Mcintosh Macspur) |                                    | Mcintosh × unbekannt                    | |                                                                     | e                                                 |
| Macwood |                                    | Mcintosh x Forest                       | | Beschreibung                                                        | f                                                 |
| Macy |                                    |                                         | |                                                                     | f                                                 |
| Madam Lewis |                                    |                                         | |                                                                     |                                                   |
| Madame Galopin |                                    |                                         | |                                                                     | p (S. 467)                                        |
| Madame Hayez |                                    |                                         | |                                                                     | h (Nr. 640, S. 711)                               |
| Madame Macors |                                    |                                         | |                                                                     | o                                                 |
| Madeleine |                                    |                                         | |                                                                     |                                                   |
| Maders Taubenapfel |                                    |                                         | |                                                                     | h (Nr. 242, S. 269)                               |
| Madonna |                                    |                                         | |                                                                     | e                                                 |
| Madoue Rouge |                                    |                                         | |                                                                     | f                                                 |
| Madresfield Court |                                    |                                         | |                                                                     | f                                                 |
| Maedapfel | Siehe: Brauner Matapfel            | Siehe: Brauner Matapfel                 | Siehe: Brauner Matapfel                                                                               | Siehe: Brauner Matapfel                                             | Siehe: Brauner Matapfel                           |
| Magdalen | Siehe: Magdalene                   | Siehe: Magdalene                        | Siehe: Magdalene                                                                                      | Siehe: Magdalene                                                    | Siehe: Magdalene                                  |
| Magdalene (oder: Magdalen, Saint Magdalene) |                                    |                                         | |                                                                     | f                                                 |
| Magenta | Siehe: Delfloki                    | Siehe: Delfloki                         | Siehe: Delfloki                                                                                       | Siehe: Delfloki                                                     | Siehe: Delfloki                                   |
| Maggie Grieve |                                    |                                         | |                                                                     | f                                                 |
| Maggie Sinclair |                                    |                                         | |                                                                     | f                                                 |
| Magic Star | Siehe: Sq 159                      | Siehe: Sq 159                           | Siehe: Sq 159                                                                                         | Siehe: Sq 159                                                       | Siehe: Sq 159                                     |
| Maglemer | Siehe: Maglemer Streifling         | Siehe: Maglemer Streifling              | Siehe: Maglemer Streifling                                                                            | Siehe: Maglemer Streifling                                          | Siehe: Maglemer Streifling                        |
| Maglemer Rot |                                    |                                         | |                                                                     |                                                   |
| Maglemer Streifling (oder: Maglemer) |                                    |                                         | |                                                                     | f, h (Nr. 184, S. 205), o                         |
| Magnate |                                    |                                         | |                                                                     |                                                   |
| Magnolia Gold |                                    |                                         | |                                                                     | f                                                 |
| Magnum Bonum |                                    |                                         | |                                                                     | a                                                 |
| Magnum Gala |                                    |                                         | |                                                                     | a                                                 |
| Magog |                                    |                                         | |                                                                     |                                                   |
| Mahana Red |                                    | Braeburn                                | |                                                                     |                                                   |
| Mahe |                                    |                                         | |                                                                     | f                                                 |
| Mahler | Siehe: Roter Stettiner             | Siehe: Roter Stettiner                  | Siehe: Roter Stettiner                                                                                | Siehe: Roter Stettiner                                              | Siehe: Roter Stettiner                            |
| Mahrenholz | Siehe: Roter Eiserapfel            | Siehe: Roter Eiserapfel                 | Siehe: Roter Eiserapfel                                                                               | Siehe: Roter Eiserapfel                                             | Siehe: Roter Eiserapfel                           |
| Mai |                                    |                                         | |                                                                     | e                                                 |
| Maibiers Parmäne |                                    |                                         | 1860 bei Moritzburg (Sachsen)                                                                         |                                                                     | h (Nr. 466, S. 518), j                            |
| Maid Of Kent |                                    |                                         | |                                                                     | f                                                 |
| Maiden | Siehe: Sanspareil                  | Siehe: Sanspareil                       | Siehe: Sanspareil                                                                                     | Siehe: Sanspareil                                                   | Siehe: Sanspareil                                 |
| Maiden Blush | Siehe: Maiden's Blush              | Siehe: Maiden's Blush                   | Siehe: Maiden's Blush                                                                                 | Siehe: Maiden's Blush                                               | Siehe: Maiden's Blush                             |
| Maiden's Blush (oder: Maiden Blush) |                                    |                                         | 19. Jahrhundert in Burlington (New Jersey), USA                                                       |                                                                     | a, c, j                                           |
| Maidstone Favourite |                                    |                                         | |                                                                     | f                                                 |
| Maigold (oder: Winegoldt) |                                    | Fraurotacher × Golden Delicious         | Wädenswil, Schweiz                                                                                    |                                                                     | a, f, j, o                                        |
| Mainzer Zwiebelapfel |                                    |                                         | |                                                                     | p (S. 468)                                        |
| Mairac (oder: Flamboyante) |                                    | Gala × Maigold                          | 1986 an der Schweizerischen Forschungsanstalt Agroscope Changins-Wädenswil                            | Geschmack fruchtig-säuerlich. Fruchtfleisch fest.                   | a, o                                              |
| Major |                                    |                                         | |                                                                     | e, f                                              |
| Major Crab |                                    |                                         | | Holzapfelsorte                                                      |                                                   |
| Makamik |                                    |                                         | | Beschreibung                                                        | e                                                 |
| Makreza | Siehe: Macresa                     | Siehe: Macresa                          | Siehe: Macresa                                                                                        | Siehe: Macresa                                                      | Siehe: Macresa                                    |
| Malabols |                                    |                                         | |                                                                     | e                                                 |
| Maldon Wonder |                                    |                                         | |                                                                     | f                                                 |
| Male Jablicko | Siehe: Api                         | Siehe: Api                              | Siehe: Api                                                                                            | Siehe: Api                                                          | Siehe: Api                                        |
| Malerapfel | Siehe: Roter Stettiner             | Siehe: Roter Stettiner                  | Siehe: Roter Stettiner                                                                                | Siehe: Roter Stettiner                                              | Siehe: Roter Stettiner                            |
| Malinda |                                    |                                         | 1860 in Vermont, USA                                                                                  |                                                                     | a, c                                              |
| Malingre | Siehe: Calville Malingre           | Siehe: Calville Malingre                | Siehe: Calville Malingre                                                                              | Siehe: Calville Malingre                                            | Siehe: Calville Malingre                          |
| Malinové Holovouské | Siehe: Himbeerapfel Von Holowaus   | Siehe: Himbeerapfel Von Holowaus        | Siehe: Himbeerapfel Von Holowaus                                                                      | Siehe: Himbeerapfel Von Holowaus                                    | Siehe: Himbeerapfel Von Holowaus                  |
| Malinovka | Siehe: Suisleper                   | Siehe: Suisleper                        | Siehe: Suisleper                                                                                      | Siehe: Suisleper                                                    | Siehe: Suisleper                                  |
| Malling |                                    |                                         | |                                                                     | a                                                 |
| Malling Kent (oder: Kent) |                                    |                                         | |                                                                     | a, e, f, g (S. 230), j, o                         |
| Malling Suntan | Siehe: Suntan                      | Siehe: Suntan                           | Siehe: Suntan                                                                                         | Siehe: Suntan                                                       | Siehe: Suntan                                     |
| Malmbergs Gylling |                                    |                                         | |                                                                     |                                                   |
| Malmedy | Siehe: Roter Bellefleur            | Siehe: Roter Bellefleur                 | Siehe: Roter Bellefleur                                                                               | Siehe: Roter Bellefleur                                             | Siehe: Roter Bellefleur                           |
| Maloner | Siehe: Roter Stettiner             | Siehe: Roter Stettiner                  | Siehe: Roter Stettiner                                                                                | Siehe: Roter Stettiner                                              | Siehe: Roter Stettiner                            |
| Maltster |                                    |                                         | |                                                                     | a, f                                              |
| Malum Appianum | Siehe: Api                         | Siehe: Api                              | Siehe: Api                                                                                            | Siehe: Api                                                          | Siehe: Api                                        |
| Malus Apiosa | Siehe: Api                         | Siehe: Api                              | Siehe: Api                                                                                            | Siehe: Api                                                          | Siehe: Api                                        |
| Malus Baccutax |                                    |                                         | | Holzapfelsorte                                                      |                                                   |
| Malzicher |                                    |                                         | |                                                                     | o                                                 |
| Mammolsheimer Rambour |                                    |                                         | |                                                                     | p (S. 469)                                        |
| Mammoth Black Twig |                                    |                                         | |                                                                     |                                                   |
| Mance |                                    |                                         | |                                                                     | e                                                 |
| Manche Rouge |                                    |                                         | |                                                                     | e                                                 |
| Manchu |                                    |                                         | |                                                                     | e                                                 |
| Manchurian |                                    |                                         | |                                                                     | e                                                 |
| Mandan |                                    |                                         | |                                                                     | f                                                 |
| Mandel-Renette |                                    |                                         | |                                                                     | h (Nr. 486, S. 539)                               |
| Mandshurica 2330 |                                    |                                         | |                                                                     | e                                                 |
| Manga Super | Siehe: Howgate Wonder              | Siehe: Howgate Wonder                   | Siehe: Howgate Wonder                                                                                 | Siehe: Howgate Wonder                                               | Siehe: Howgate Wonder                             |
| Manga Supergold | Siehe: Howgate Wonder              | Siehe: Howgate Wonder                   | Siehe: Howgate Wonder                                                                                 | Siehe: Howgate Wonder                                               | Siehe: Howgate Wonder                             |
| Mangum |                                    |                                         | |                                                                     |                                                   |
| Manie |                                    |                                         | |                                                                     |                                                   |
| Manitoba Spy |                                    |                                         | |                                                                     | e                                                 |
| Manks Apfel | Siehe: Eveapfel                    | Siehe: Eveapfel                         | Siehe: Eveapfel                                                                                       | Siehe: Eveapfel                                                     | Siehe: Eveapfel                                   |
| Manks Codlin | Siehe: Eveapfel                    | Siehe: Eveapfel                         | Siehe: Eveapfel                                                                                       | Siehe: Eveapfel                                                     | Siehe: Eveapfel                                   |
| Manks Küchenapfel | Siehe: Eveapfel                    | Siehe: Eveapfel                         | Siehe: Eveapfel                                                                                       | Siehe: Eveapfel                                                     | Siehe: Eveapfel                                   |
| Mann |                                    |                                         | |                                                                     |                                                   |
| Mannenbacher |                                    |                                         | |                                                                     | o                                                 |
| Manningtons Parmäne (oder: Mannington's Pearmain) |                                    |                                         | |                                                                     | f, h (Nr. 529, S. 586), o                         |
| Mannington's Pearmain | Siehe: Manningtons Parmäne         | Siehe: Manningtons Parmäne              | Siehe: Manningtons Parmäne                                                                            | Siehe: Manningtons Parmäne                                          | Siehe: Manningtons Parmäne                        |
| Manor |                                    |                                         | |                                                                     |                                                   |
| Mansfelder Glanzrenette |                                    |                                         | |                                                                     | j                                                 |
| Mansfelder Reinette | Siehe: Mühlbacher Reinette         | Siehe: Mühlbacher Reinette              | Siehe: Mühlbacher Reinette                                                                            | Siehe: Mühlbacher Reinette                                          | Siehe: Mühlbacher Reinette                        |
| Mantet |                                    |                                         | 1929 (Markteinführung) in Manitoba, Kanada                                                            | Beschreibung                                                        | a, c, f, o                                        |
| Mantuaner | Siehe: Kalterer Böhmer             | Siehe: Kalterer Böhmer                  | Siehe: Kalterer Böhmer                                                                                | Siehe: Kalterer Böhmer                                              | Siehe: Kalterer Böhmer                            |
| Manzana Esperiega |                                    |                                         | |                                                                     |                                                   |
| Marachal |                                    |                                         | |                                                                     | e                                                 |
| Marborka |                                    |                                         | |                                                                     | e                                                 |
| Marbrée De Watervliet |                                    |                                         | |                                                                     | o                                                 |
| Marcoun |                                    |                                         | |                                                                     | a                                                 |
| Mareda |                                    |                                         | |                                                                     | f                                                 |
| Maren Nis (oder: Maren Nissen) |                                    |                                         | |                                                                     | f, j                                              |
| Maren Nissen | Siehe: Maren Nis                   | Siehe: Maren Nis                        | Siehe: Maren Nis                                                                                      | Siehe: Maren Nis                                                    | Siehe: Maren Nis                                  |
| Margaret |                                    |                                         | |                                                                     | f                                                 |
| Margaret Taylor |                                    |                                         | |                                                                     | f                                                 |
| Margil | Siehe: Muskatrenette               | Siehe: Muskatrenette                    | Siehe: Muskatrenette                                                                                  | Siehe: Muskatrenette                                                | Siehe: Muskatrenette                              |
| Margil Muskatrenette | Siehe: Muskatrenette               | Siehe: Muskatrenette                    | Siehe: Muskatrenette                                                                                  | Siehe: Muskatrenette                                                | Siehe: Muskatrenette                              |
| Margol |                                    |                                         | |                                                                     | f, j, o                                           |
| Marguerite |                                    |                                         | |                                                                     |                                                   |
| Maribelle |                                    |                                         | |                                                                     |                                                   |
| Mariborka |                                    |                                         | |                                                                     | f                                                 |
| Marie |                                    |                                         | |                                                                     | o                                                 |
| Marie Doudou |                                    |                                         | |                                                                     | f                                                 |
| Marie-Joseph D'Othée | Siehe: Rote Winter-Parmäne         | Siehe: Rote Winter-Parmäne              | Siehe: Rote Winter-Parmäne                                                                            | Siehe: Rote Winter-Parmäne                                          | Siehe: Rote Winter-Parmäne                        |
| Mariella |                                    | Maigold × Arlet                         | gezüchtet 1982 bei Agroscope in Wädenswil                                                             |                                                                     |                                                   |
| Marie-Louise Ducote |                                    |                                         | |                                                                     | e, f                                              |
| Marie-Madeleine |                                    |                                         | |                                                                     | f, o                                              |
| Marie Ménard | Siehe: Marie Mesnard               | Siehe: Marie Mesnard                    | Siehe: Marie Mesnard                                                                                  | Siehe: Marie Mesnard                                                | Siehe: Marie Mesnard                              |
| Marie Mesnard (oder: Marie Ménard) |                                    |                                         | | Herstellung von Cidre                                               |                                                   |
| Marienburger Christapfel |                                    |                                         | |                                                                     | h (Nr. 626, S. 694)                               |
| Marienwerder Gulderling | Siehe: Marienwerder Gülderling     | Siehe: Marienwerder Gülderling          | Siehe: Marienwerder Gülderling                                                                        | Siehe: Marienwerder Gülderling                                      | Siehe: Marienwerder Gülderling                    |
| Marienwerder Gülderling (oder: Marienwerder Gulderling, Weißer Winterstettiner) |                                    |                                         | |                                                                     | f, j                                              |
| Marin Onfroy |                                    |                                         | | Herstellung von Cidre                                               |                                                   |
| Marina |                                    |                                         | |                                                                     | f, o                                              |
| Markgraf | Siehe: Markgrafenapfel             | Siehe: Markgrafenapfel                  | Siehe: Markgrafenapfel                                                                                | Siehe: Markgrafenapfel                                              | Siehe: Markgrafenapfel                            |
| Markgrafen-Apfel | Siehe: Markgrafenapfel             | Siehe: Markgrafenapfel                  | Siehe: Markgrafenapfel                                                                                | Siehe: Markgrafenapfel                                              | Siehe: Markgrafenapfel                            |
| Markgrafenapfel (oder: Markgraf, Markgrafen-Apfel) |                                    |                                         | 1429 in Bozen                                                                                         |                                                                     | k (Bd. 4, Nr. 272, S. 19–20), l (S. 19)           |
| Mark’s Sweet |                                    |                                         | |                                                                     | e                                                 |
| Marmorapfel |                                    |                                         | |                                                                     | o                                                 |
| Marmorierter Sommer-Pepping |                                    |                                         | |                                                                     | h (Nr. 496, S. 549), o, p (S. 470)                |
| Marnica |                                    | Mutant von Jonagold                     | |                                                                     | j                                                 |
| Marosszeki Piros Paris |                                    |                                         | |                                                                     | f                                                 |
| Marriage-Maker |                                    |                                         | |                                                                     | f                                                 |
| Marroi Rouge |                                    |                                         | |                                                                     | f                                                 |
| Mars |                                    |                                         | |                                                                     | o                                                 |
| Marselisborg Marieaeble |                                    |                                         | |                                                                     |                                                   |
| Marshall Mcintosh (oder: Mcintosh Marshall) |                                    | Mcintosh × unbekannt                    | |                                                                     | e                                                 |
| Marstar |                                    |                                         | |                                                                     | f                                                 |
| Marston Scarlet Wonder |                                    |                                         | |                                                                     | f                                                 |
| Martens Gravensteiner | Siehe: Juwel Aus Kirchwerder       | Siehe: Juwel Aus Kirchwerder            | Siehe: Juwel Aus Kirchwerder                                                                          | Siehe: Juwel Aus Kirchwerder                                        | Siehe: Juwel Aus Kirchwerder                      |
| Martens Sämling | Siehe: Juwel Aus Kirchwerder       | Siehe: Juwel Aus Kirchwerder            | Siehe: Juwel Aus Kirchwerder                                                                          | Siehe: Juwel Aus Kirchwerder                                        | Siehe: Juwel Aus Kirchwerder                      |
| Martha |                                    |                                         | | Holzapfelsorte                                                      |                                                   |
| Martin |                                    |                                         | |                                                                     |                                                   |
| Martin Becker |                                    |                                         | |                                                                     | f                                                 |
| Martin Luther |                                    | Auslese aus den Borsdorfer Äpfeln       | 1177 urkundlich erwähnt                                                                               |                                                                     |                                                   |
| Martin Nonpareil |                                    |                                         | |                                                                     |                                                   |
| Martini (oder: Großherzogs Liebling, Martiniapfel) |                                    |                                         | |                                                                     | f, j, o                                           |
| Martiniapfel | Siehe: Martini                     | Siehe: Martini                          | Siehe: Martini                                                                                        | Siehe: Martini                                                      | Siehe: Martini                                    |
| Martin's Kernel |                                    |                                         | |                                                                     | f                                                 |
| Martinskracher |                                    |                                         | | Sorte zum Schmücken von Bäumen. Geschmack weniger gut.              |                                                   |
| Martrange |                                    |                                         | |                                                                     | o                                                 |
| Maruba |                                    |                                         | |                                                                     | f                                                 |
| Marxheimer Streifling |                                    |                                         | |                                                                     | p (S. 471)                                        |
| Mary Barnett |                                    |                                         | |                                                                     | f                                                 |
| Mary Green |                                    |                                         | |                                                                     | f                                                 |
| Marzipan-Renette |                                    |                                         | |                                                                     | h (Nr. 136, S. 156)                               |
| Maschanzker |                                    |                                         | |                                                                     | j                                                 |
| Maslin (oder: Plmas 98) |                                    | Mutation von Cripps Pink                | |                                                                     |                                                   |
| Masons Orange |                                    |                                         | |                                                                     |                                                   |
| Matčino |                                    |                                         | |                                                                     |                                                   |
| Mate Brune | Siehe: Brauner Matapfel            | Siehe: Brauner Matapfel                 | Siehe: Brauner Matapfel                                                                               | Siehe: Brauner Matapfel                                             | Siehe: Brauner Matapfel                           |
| Mate Denes Dr. |                                    |                                         | |                                                                     | f                                                 |
| Mather 2 |                                    |                                         | |                                                                     |                                                   |
| Matis Kracher |                                    |                                         | |                                                                     |                                                   |
| Matlack |                                    |                                         | |                                                                     |                                                   |
| Matchless | Siehe: Adams Parmäne               | Siehe: Adams Parmäne                    | Siehe: Adams Parmäne                                                                                  | Siehe: Adams Parmäne                                                | Siehe: Adams Parmäne                              |
| Mattamuskeet |                                    |                                         | |                                                                     |                                                   |
| Matthias Claudius |                                    |                                         | |                                                                     | o                                                 |
| Mättleapfel | Siehe: Aargauer Herrenapfel        | Siehe: Aargauer Herrenapfel             | Siehe: Aargauer Herrenapfel                                                                           | Siehe: Aargauer Herrenapfel                                         | Siehe: Aargauer Herrenapfel                       |
| Mauerapfel |                                    |                                         | |                                                                     | p (S. 472)                                        |
| Mauks Apfel | Siehe: Mauks Hybride               | Siehe: Mauks Hybride                    | Siehe: Mauks Hybride                                                                                  | Siehe: Mauks Hybride                                                | Siehe: Mauks Hybride                              |
| Mauks Hybride (oder: Mauks Apfel) |                                    |                                         | |                                                                     | j                                                 |
| Maundy |                                    |                                         | |                                                                     | f                                                 |
| Maunerbe |                                    |                                         | |                                                                     | e                                                 |
| Maunzen (oder: Maunzenapfel) |                                    |                                         | Um 1900 Findling von Baumwart Maunzen in Holzhausen bei Göppingen, Württemberg                        |                                                                     | e, j, o                                           |
| Maunzenapfel | Siehe: Maunzen                     | Siehe: Maunzen                          | Siehe: Maunzen                                                                                        | Siehe: Maunzen                                                      | Siehe: Maunzen                                    |
| Mauss Reinette | Siehe: Mauss Renette               | Siehe: Mauss Renette                    | Siehe: Mauss Renette                                                                                  | Siehe: Mauss Renette                                                | Siehe: Mauss Renette                              |
| Mauss Renette (oder: Mauss Reinette) |                                    |                                         | |                                                                     | f, g (S. 241), h (Nr. 489, S. 542)                |
| Maussions Calvill |                                    |                                         | |                                                                     | h (Nr. 16, S. 19)                                 |
| Maussions Kalvill (oder: Calville De Maussion) |                                    |                                         | |                                                                     | f                                                 |
| Mautapfel |                                    |                                         | |                                                                     | o                                                 |
| Mauthausener Limoni |                                    |                                         | |                                                                     | j                                                 |
| Maux Hybride |                                    |                                         | |                                                                     | o                                                 |
| Mavac |                                    |                                         | |                                                                     | o                                                 |
| Mavis |                                    |                                         | |                                                                     |                                                   |
| Maxson Early |                                    |                                         | |                                                                     |                                                   |
| Maxton |                                    |                                         | |                                                                     | f                                                 |
| May Beauty |                                    |                                         | |                                                                     | f                                                 |
| May Queen |                                    |                                         | 1800er in Worcester, England                                                                          |                                                                     | c, e, f, o                                        |
| Maye |                                    |                                         | |                                                                     |                                                   |
| Mayers Taubenapfel |                                    |                                         | |                                                                     | h (Nr. 226, S. 251)                               |
| Maypole |                                    |                                         | |                                                                     | f, o                                              |
| MC 38 | Siehe: Crimson Snow                | Siehe: Crimson Snow                     | Siehe: Crimson Snow                                                                                   | Siehe: Crimson Snow                                                 | Siehe: Crimson Snow                               |
| Mcafee |                                    |                                         | |                                                                     |                                                   |
| Mcclellan |                                    |                                         | |                                                                     |                                                   |
| Mccord |                                    |                                         | |                                                                     |                                                   |
| Mccroskey |                                    |                                         | |                                                                     |                                                   |
| Mcintosh |                                    | Zufallssämling                          | Um 1811 in Dundela, Dundas County, Ontario, Kanada                                                    |                                                                     | a, c, d, f, g (S. 241), j, o                      |
| Mcintosh 4 N |                                    |                                         | |                                                                     | j                                                 |
| Mcintosh Black | Siehe: Black Mcintosh              | Siehe: Black Mcintosh                   | Siehe: Black Mcintosh                                                                                 | Siehe: Black Mcintosh                                               | Siehe: Black Mcintosh                             |
| Mcintosh Blackmack | Siehe: Blackmack                   | Siehe: Blackmack                        | Siehe: Blackmack                                                                                      | Siehe: Blackmack                                                    | Siehe: Blackmack                                  |
| Mcintosh Boller | Siehe: Boller Mcintosh             | Siehe: Boller Mcintosh                  | Siehe: Boller Mcintosh                                                                                | Siehe: Boller Mcintosh                                              | Siehe: Boller Mcintosh                            |
| Mcintosh Chick-A-Dee | Siehe: Chick-A-Dee Mcintosh        | Siehe: Chick-A-Dee Mcintosh             | Siehe: Chick-A-Dee Mcintosh                                                                           | Siehe: Chick-A-Dee Mcintosh                                         | Siehe: Chick-A-Dee Mcintosh                       |
| Mcintosh Compact | Siehe: Compact Mcintosh            | Siehe: Compact Mcintosh                 | Siehe: Compact Mcintosh                                                                               | Siehe: Compact Mcintosh                                             | Siehe: Compact Mcintosh                           |
| Mcintosh Compspur | Siehe: Compspur Mcintosh           | Siehe: Compspur Mcintosh                | Siehe: Compspur Mcintosh                                                                              | Siehe: Compspur Mcintosh                                            | Siehe: Compspur Mcintosh                          |
| Mcintosh Dermen | Siehe: Dermen Mcintosh             | Siehe: Dermen Mcintosh                  | Siehe: Dermen Mcintosh                                                                                | Siehe: Dermen Mcintosh                                              | Siehe: Dermen Mcintosh                            |
| Mcintosh Early | Siehe: Early Mcintosh              | Siehe: Early Mcintosh                   | Siehe: Early Mcintosh                                                                                 | Siehe: Early Mcintosh                                               | Siehe: Early Mcintosh                             |
| Mcintosh Green Peak | Siehe: Green Peak Mcintosh         | Siehe: Green Peak Mcintosh              | Siehe: Green Peak Mcintosh                                                                            | Siehe: Green Peak Mcintosh                                          | Siehe: Green Peak Mcintosh                        |
| Mcintosh Johnson | Siehe: Johnson Mcintosh            | Siehe: Johnson Mcintosh                 | Siehe: Johnson Mcintosh                                                                               | Siehe: Johnson Mcintosh                                             | Siehe: Johnson Mcintosh                           |
| Mcintosh Kimball | Siehe: Kimball Mcintosh            | Siehe: Kimball Mcintosh                 | Siehe: Kimball Mcintosh                                                                               | Siehe: Kimball Mcintosh                                             | Siehe: Kimball Mcintosh                           |
| Mcintosh Macspur | Siehe: Macspur Mcintosh            | Siehe: Macspur Mcintosh                 | Siehe: Macspur Mcintosh                                                                               | Siehe: Macspur Mcintosh                                             | Siehe: Macspur Mcintosh                           |
| Mcintosh Marshall | Siehe: Marshall Mcintosh           | Siehe: Marshall Mcintosh                | Siehe: Marshall Mcintosh                                                                              | Siehe: Marshall Mcintosh                                            | Siehe: Marshall Mcintosh                          |
| Mcintosh Morspur | Siehe: Morspur Mcintosh            | Siehe: Morspur Mcintosh                 | Siehe: Morspur Mcintosh                                                                               | Siehe: Morspur Mcintosh                                             | Siehe: Morspur Mcintosh                           |
| Mcintosh Palodino Spur | Siehe: Palodino Spur Mcintosh      | Siehe: Palodino Spur Mcintosh           | Siehe: Palodino Spur Mcintosh                                                                         | Siehe: Palodino Spur Mcintosh                                       | Siehe: Palodino Spur Mcintosh                     |
| Mcintosh Red | Siehe: Rogers Mcintosh             | Siehe: Rogers Mcintosh                  | Siehe: Rogers Mcintosh                                                                                | Siehe: Rogers Mcintosh                                              | Siehe: Rogers Mcintosh                            |
| Mcintosh Rogers | Siehe: Rogers Mcintosh             | Siehe: Rogers Mcintosh                  | Siehe: Rogers Mcintosh                                                                                | Siehe: Rogers Mcintosh                                              | Siehe: Rogers Mcintosh                            |
| Mcintosh Scotian Spur | Siehe: Scotian Spur Mcintosh       | Siehe: Scotian Spur Mcintosh            | Siehe: Scotian Spur Mcintosh                                                                          | Siehe: Scotian Spur Mcintosh                                        | Siehe: Scotian Spur Mcintosh                      |
| Mcintosh Starkspur | Siehe: Starkspur Mcintosh          | Siehe: Starkspur Mcintosh               | Siehe: Starkspur Mcintosh                                                                             | Siehe: Starkspur Mcintosh                                           | Siehe: Starkspur Mcintosh                         |
| Mcintosh Summerland Red | Siehe: Summerland Red Mcintosh     | Siehe: Summerland Red Mcintosh          | Siehe: Summerland Red Mcintosh                                                                        | Siehe: Summerland Red Mcintosh                                      | Siehe: Summerland Red Mcintosh                    |
| Mcintosh Ultamac | Siehe: Ultamac Mcintosh            | Siehe: Ultamac Mcintosh                 | Siehe: Ultamac Mcintosh                                                                               | Siehe: Ultamac Mcintosh                                             | Siehe: Ultamac Mcintosh                           |
| Mcintosh Wijcik | Siehe: Wijcik Mcintosh             | Siehe: Wijcik Mcintosh                  | Siehe: Wijcik Mcintosh                                                                                | Siehe: Wijcik Mcintosh                                              | Siehe: Wijcik Mcintosh                            |
| Mclean |                                    |                                         | |                                                                     | a                                                 |
| Mclellan |                                    |                                         | |                                                                     | a, f                                              |
| Mcliver's Winesap |                                    |                                         | |                                                                     | f                                                 |
| Mcmahon |                                    |                                         | |                                                                     | e                                                 |
| Mcmillan |                                    |                                         | |                                                                     |                                                   |
| Mcmullen |                                    |                                         | |                                                                     |                                                   |
| Mcsweet |                                    |                                         | |                                                                     | f                                                 |
| Mead's Broading |                                    |                                         | |                                                                     | f                                                 |
| Measday Favourite | Siehe: Measday's Favourite         | Siehe: Measday's Favourite              | Siehe: Measday's Favourite                                                                            | Siehe: Measday's Favourite                                          | Siehe: Measday's Favourite                        |
| Measday's Favourite (oder: Measday Favourite) |                                    |                                         | |                                                                     | e, f                                              |
| Mecklenburger Junkerapfel |                                    |                                         | |                                                                     | o                                                 |
| Mecklenburger Kantapfel |                                    |                                         | |                                                                     | h (Nr. 25, S. 29)                                 |
| Mecklenburger Königsapfel (oder: Großer Brasilienapfel, Mecklenburger Winterkalvill, Mecklenburgischer Königsapfel, Meklenburgischer Königsapfel, Roter Brasil, Roter Brasilienapfel) |                                    |                                         | von Pastor Henne 1773 erstmals beschrieben                                                            |                                                                     | h (Nr. 69, S. 78), j, l (S. 11), o                |
| Mecklenburger Kriegerapfel | Siehe: Roter Krieger               | Siehe: Roter Krieger                    | Siehe: Roter Krieger                                                                                  | Siehe: Roter Krieger                                                | Siehe: Roter Krieger                              |
| Mecklenburger Traubenapfel | Siehe: Drüwken                     | Siehe: Drüwken                          | Siehe: Drüwken                                                                                        | Siehe: Drüwken                                                      | Siehe: Drüwken                                    |
| Mecklenburger Winterkalvill | Siehe: Mecklenburger Königsapfel   | Siehe: Mecklenburger Königsapfel        | Siehe: Mecklenburger Königsapfel                                                                      | Siehe: Mecklenburger Königsapfel                                    | Siehe: Mecklenburger Königsapfel                  |
| Mecklenburgischer Königsapfel | Siehe: Mecklenburger Königsapfel   | Siehe: Mecklenburger Königsapfel        | Siehe: Mecklenburger Königsapfel                                                                      | Siehe: Mecklenburger Königsapfel                                    | Siehe: Mecklenburger Königsapfel                  |
| Meklenburgischer Königsapfel | Siehe: Mecklenburger Königsapfel   | Siehe: Mecklenburger Königsapfel        | Siehe: Mecklenburger Königsapfel                                                                      | Siehe: Mecklenburger Königsapfel                                    | Siehe: Mecklenburger Königsapfel                  |
| Medaille D'Or |                                    |                                         | |                                                                     | e, f                                              |
| Medina |                                    |                                         | |                                                                     | f                                                 |
| Medok |                                    |                                         | |                                                                     |                                                   |
| Meekersapfel |                                    |                                         | |                                                                     | o                                                 |
| Megumi |                                    | Ralls von Jonathan                      | 1931 in Japan                                                                                         |                                                                     | f, g (S. 241)                                     |
| Meißner Gerstenapfel | Siehe: Geflammter Kardinal         | Siehe: Geflammter Kardinal              | Siehe: Geflammter Kardinal                                                                            | Siehe: Geflammter Kardinal                                          | Siehe: Geflammter Kardinal                        |
| Meißner Zitronenapfel | Siehe: Gelbe Sächsische Renette    | Siehe: Gelbe Sächsische Renette         | Siehe: Gelbe Sächsische Renette                                                                       | Siehe: Gelbe Sächsische Renette                                     | Siehe: Gelbe Sächsische Renette                   |
| Meitscheler |                                    |                                         | |                                                                     | o                                                 |
| Meku |                                    |                                         | |                                                                     | f                                                 |
| Mela Annurca | Siehe: Annurca                     | Siehe: Annurca                          | Siehe: Annurca                                                                                        | Siehe: Annurca                                                      | Siehe: Annurca                                    |
| Mela Appiola Piccola | Siehe: Api Petit                   | Siehe: Api Petit                        | Siehe: Api Petit                                                                                      | Siehe: Api Petit                                                    | Siehe: Api Petit                                  |
| Mela Carla |                                    |                                         | |                                                                     | f                                                 |
| Melba |                                    |                                         | in Ontario                                                                                            |                                                                     | a, c, f, j, o                                     |
| Melchnauer Sonntagsapfel |                                    |                                         | Kanton Bern, Schweiz                                                                                  | Seltene Sorte                                                       | o                                                 |
| Melkappel |                                    |                                         | |                                                                     | f                                                 |
| Melmoth |                                    |                                         | |                                                                     | f                                                 |
| Melo |                                    |                                         | |                                                                     | o                                                 |
| Melodia |                                    |                                         | |                                                                     |                                                   |
| Melodie |                                    |                                         | |                                                                     | j, o                                              |
| Melody |                                    |                                         | |                                                                     | o                                                 |
| Melon | Siehe: Amerikanischer Melonenapfel | Siehe: Amerikanischer Melonenapfel      | Siehe: Amerikanischer Melonenapfel                                                                    | Siehe: Amerikanischer Melonenapfel                                  | Siehe: Amerikanischer Melonenapfel                |
| Melon D'Amérique | Siehe: Amerikanischer Melonenapfel | Siehe: Amerikanischer Melonenapfel      | Siehe: Amerikanischer Melonenapfel                                                                    | Siehe: Amerikanischer Melonenapfel                                  | Siehe: Amerikanischer Melonenapfel                |
| Melon De Norton | Siehe: Amerikanischer Melonenapfel | Siehe: Amerikanischer Melonenapfel      | Siehe: Amerikanischer Melonenapfel                                                                    | Siehe: Amerikanischer Melonenapfel                                  | Siehe: Amerikanischer Melonenapfel                |
| Melon Norton | Siehe: Amerikanischer Melonenapfel | Siehe: Amerikanischer Melonenapfel      | Siehe: Amerikanischer Melonenapfel                                                                    | Siehe: Amerikanischer Melonenapfel                                  | Siehe: Amerikanischer Melonenapfel                |
| Melonenapfel | Siehe: Prinzenapfel                | Siehe: Prinzenapfel                     | Siehe: Prinzenapfel                                                                                   | Siehe: Prinzenapfel                                                 | Siehe: Prinzenapfel                               |
| Melonkalvill |                                    |                                         | |                                                                     | o                                                 |
| Melrose (oder: Dugamel, White Melrose) |                                    | Jonathan × Red Delicious                | 1944 in Ohio, USA                                                                                     |                                                                     | a, c, d, e, f, g (S. 242), j, o                   |
| Melrouge |                                    |                                         | |                                                                     | a                                                 |
| Mendocino Cox |                                    |                                         | |                                                                     | a                                                 |
| Menigasker |                                    |                                         | in Menigasker, Provinz Närke, Schweden                                                                |                                                                     |                                                   |
| Mennoniten-Renette | Siehe: Englische Spital-Renette    | Siehe: Englische Spital-Renette         | Siehe: Englische Spital-Renette                                                                       | Siehe: Englische Spital-Renette                                     | Siehe: Englische Spital-Renette                   |
| Mensfelder Glanzrenette | Siehe: Glanz-Renette               | Siehe: Glanz-Renette                    | Siehe: Glanz-Renette                                                                                  | Siehe: Glanz-Renette                                                | Siehe: Glanz-Renette                              |
| Mensfelder Gulderling (oder: Mensfelder Wintercalvill) |                                    |                                         | | ein Gulderling-Apfel                                                | f, j, l (S. 43)                                   |
| Mensfelder Wintercalvill | Siehe: Mensfelder Gulderling       | Siehe: Mensfelder Gulderling            | Siehe: Mensfelder Gulderling                                                                          | Siehe: Mensfelder Gulderling                                        | Siehe: Mensfelder Gulderling                      |
| Menznauer Jäger | Siehe: Rheinischer Winterrambur    | Siehe: Rheinischer Winterrambur         | Siehe: Rheinischer Winterrambur                                                                       | Siehe: Rheinischer Winterrambur                                     | Siehe: Rheinischer Winterrambur                   |
| Meran |                                    |                                         | |                                                                     | f, j, o                                           |
| Meraner |                                    | Zufallssämling                          | 1976 in Marling (Südtirol)                                                                            | Die Verbreitung ist derzeit auf Südtirol beschränkt.                |                                                   |
| Mercer |                                    |                                         | |                                                                     | f                                                 |
| Merchant Apple |                                    |                                         | |                                                                     | f                                                 |
| Mere De Baia |                                    |                                         | |                                                                     | f                                                 |
| Mère De Ménage | Siehe: Hausmütterchen              | Siehe: Hausmütterchen                   | Siehe: Hausmütterchen                                                                                 | Siehe: Hausmütterchen                                               | Siehe: Hausmütterchen                             |
| Meri Cretesti |                                    |                                         | |                                                                     | f                                                 |
| Meri De Saminta |                                    |                                         | |                                                                     | f                                                 |
| Meridian |                                    | Cox Orange × Unbekannt                  | |                                                                     | a, f                                              |
| Meriennet |                                    |                                         | | Herstellung von Cidre                                               |                                                   |
| Merkur |                                    | Topaz x Rajka                           | 2013, Institut für Experimentelle Botanik in Prag (Tschechien), Prof. Tupy,                           | geschützter Name, diploid teilweise selbstfruchtbar, schorfresitent |                                                   |
| Merlin |                                    |                                         | |                                                                     | o                                                 |
| Merloué |                                    |                                         | |                                                                     | o                                                 |
| Merlyn |                                    |                                         | |                                                                     | f                                                 |
| Meroder Renette |                                    |                                         | |                                                                     | h (Nr. 389, S. 437)                               |
| Merriams Crab |                                    |                                         | | Holzapfelsorte                                                      |                                                   |
| Merrigold |                                    |                                         | |                                                                     | f                                                 |
| Merritt |                                    |                                         | |                                                                     |                                                   |
| Mers Bryan |                                    |                                         | |                                                                     | f                                                 |
| Merton Ace |                                    |                                         | |                                                                     | a                                                 |
| Merton Beauty |                                    | Cox Orange × Unbekannt                  | |                                                                     | e, f, j                                           |
| Merton Charm |                                    | Cox Orange × Unbekannt                  | in UK                                                                                                 |                                                                     | a, c, e, f, j                                     |
| Merton Delight |                                    |                                         | |                                                                     | a, f                                              |
| Merton Joy |                                    | Cox Orange × Unbekannt                  | |                                                                     | f                                                 |
| Merton Knave |                                    |                                         | |                                                                     | a, f                                              |
| Merton No. 789 |                                    |                                         | |                                                                     | e                                                 |
| Merton Pearmain |                                    | Cox Orange × Unbekannt                  | |                                                                     | f                                                 |
| Merton Pippin |                                    | Cox Orange × Unbekannt                  | |                                                                     | f                                                 |
| Merton Prolific |                                    | Cox Orange × Unbekannt                  | |                                                                     | a, f, o                                           |
| Merton Reinette |                                    |                                         | |                                                                     | f                                                 |
| Merton Russet |                                    | Cox Orange × Unbekannt                  | |                                                                     | a, e, f                                           |
| Merton Worcester |                                    | Cox Orange × Unbekannt                  | 1956 in England                                                                                       | Beschreibung                                                        | a, c, e, f, o                                     |
| Métais |                                    |                                         | |                                                                     | e                                                 |
| Meteor |                                    |                                         | |                                                                     |                                                   |
| Mettais |                                    |                                         | | Herstellung von Cidre                                               | e                                                 |
| Mettmenstetter |                                    |                                         | |                                                                     | o                                                 |
| Metze Dunnler | Siehe: Ulmer Polizeiapfel          | Siehe: Ulmer Polizeiapfel               | Siehe: Ulmer Polizeiapfel                                                                             | Siehe: Ulmer Polizeiapfel                                           | Siehe: Ulmer Polizeiapfel                         |
| Metzgers Calvill | Siehe: Gelber Bellefleur           | Siehe: Gelber Bellefleur                | Siehe: Gelber Bellefleur                                                                              | Siehe: Gelber Bellefleur                                            | Siehe: Gelber Bellefleur                          |
| Metzrenette |                                    |                                         | |                                                                     | o                                                 |
| Meusers Rote Herbstrenette | Siehe: Rote Sternrenette           | Siehe: Rote Sternrenette                | Siehe: Rote Sternrenette                                                                              | Siehe: Rote Sternrenette                                            | Siehe: Rote Sternrenette                          |
| Mexico |                                    |                                         | |                                                                     |                                                   |
| Michaelmas Red | Siehe: Tydeman's Michaelmas Red    | Siehe: Tydeman's Michaelmas Red         | Siehe: Tydeman's Michaelmas Red                                                                       | Siehe: Tydeman's Michaelmas Red                                     | Siehe: Tydeman's Michaelmas Red                   |
| |                                    |                                         | |                                                                     | e                                                 |
| Michel Duille |                                    |                                         | |                                                                     |                                                   |
| Michelin |                                    |                                         | |                                                                     | e, f                                              |
| Michelotte |                                    |                                         | |                                                                     | o                                                 |
| Michinoku |                                    |                                         | |                                                                     | f                                                 |
| Michotte |                                    |                                         | |                                                                     | f                                                 |
| Michurin's Seedless |                                    |                                         | |                                                                     | e                                                 |
| Midget Crab |                                    |                                         | |                                                                     | e                                                 |
| Midnight Spur Delicious |                                    |                                         | |                                                                     | e                                                 |
| Midonette |                                    |                                         | |                                                                     | o                                                 |
| Mignonnette D'Herbassy |                                    |                                         | |                                                                     | o                                                 |
| Milam |                                    |                                         | |                                                                     |                                                   |
| Milchapfel | Siehe: Goldzeugapfel               | Siehe: Goldzeugapfel                    | Siehe: Goldzeugapfel                                                                                  | Siehe: Goldzeugapfel                                                | Siehe: Goldzeugapfel                              |
| Mildstedter Apfel |                                    |                                         | |                                                                     |                                                   |
| Milfor |                                    | Milwaukee x Forest                      | | Beschreibung                                                        | f                                                 |
| Miller Crab |                                    |                                         | | Holzapfelsorte                                                      |                                                   |
| Miller Sturdyspur |                                    |                                         | |                                                                     | e                                                 |
| Miller's Seedling |                                    |                                         | 1848 in Berkshire, England                                                                            |                                                                     | a, c, e, f, j                                     |
| Millet |                                    |                                         | |                                                                     | f                                                 |
| Millets Schlotterapfel |                                    |                                         | |                                                                     | h (Nr. 74, S. 83), o, p (S. 474)                  |
| Millicent Barnes |                                    | Cox Orange × Unbekannt                  | |                                                                     | f, j, o                                           |
| Milo Gibson |                                    |                                         | |                                                                     | a                                                 |
| Miltenberger Schafsnase |                                    |                                         | |                                                                     | p (S. 475)                                        |
| Milton |                                    |                                         | |                                                                     | a, f, j                                           |
| Milwa | Siehe: Diwa                        | Siehe: Diwa                             | Siehe: Diwa                                                                                           | Siehe: Diwa                                                         | Siehe: Diwa                                       |
| Milwaukee |                                    |                                         | |                                                                     |                                                   |
| Mimi |                                    | Cox Orange × Unbekannt                  | |                                                                     | f                                                 |
| Minier's Dumpling |                                    |                                         | |                                                                     | f                                                 |
| Minister Von Hammerstein (oder: General Von Hammerstein, Hammerstein) |                                    |                                         | 1882, Geisenheim                                                                                      | Beschreibung                                                        | e, f, m (Nr. 378), o, p (S. 309, 476f)            |
| Minjon |                                    |                                         | |                                                                     | f, j                                              |
| Minkler |                                    |                                         | |                                                                     |                                                   |
| Minnehaha |                                    |                                         | |                                                                     | f                                                 |
| Minneiska | Siehe: Sweetango                   | Siehe: Sweetango                        | Siehe: Sweetango                                                                                      | Siehe: Sweetango                                                    | Siehe: Sweetango                                  |
| Minnesota Crab |                                    |                                         | | Holzapfelsorte                                                      |                                                   |
| Minnesota Russet |                                    |                                         | |                                                                     | f                                                 |
| Minnesota Wealthy |                                    |                                         | |                                                                     |                                                   |
| Minnewashta |                                    |                                         | |                                                                     | a, j                                              |
| Minshull Crab |                                    |                                         | |                                                                     | f                                                 |
| Mio |                                    |                                         | |                                                                     | f, j                                              |
| Mira |                                    |                                         | |                                                                     | o                                                 |
| Misen Jaromerska |                                    |                                         | |                                                                     | f                                                 |
| Miskolci Kormos |                                    |                                         | |                                                                     | f                                                 |
| Mislimka |                                    |                                         | |                                                                     | e                                                 |
| Missing Link |                                    |                                         | |                                                                     | f                                                 |
| Missouri |                                    | Ingram × Lily of Kent                   | |                                                                     | f                                                 |
| Missouri Pippin |                                    |                                         | |                                                                     |                                                   |
| Mistapfel |                                    |                                         | |                                                                     | o                                                 |
| Mitchell |                                    |                                         | |                                                                     | e                                                 |
| Mitchelson's Seedling |                                    |                                         | |                                                                     | f                                                 |
| Mitchgla | Siehe: Gala Mitchgla               | Siehe: Gala Mitchgla                    | Siehe: Gala Mitchgla                                                                                  | Siehe: Gala Mitchgla                                                | Siehe: Gala Mitchgla                              |
| Mitschurins Samenloser |                                    |                                         | |                                                                     | e                                                 |
| Mivibe |                                    |                                         | |                                                                     |                                                   |
| Mleevskaya Crasavitsa |                                    |                                         | |                                                                     | e                                                 |
| Mn 447 |                                    |                                         | |                                                                     |                                                   |
| Mn 1734 |                                    |                                         | |                                                                     | a                                                 |
| Mobbs Royal | Siehe: Mobb's Royal                | Siehe: Mobb's Royal                     | Siehe: Mobb's Royal                                                                                   | Siehe: Mobb's Royal                                                 | Siehe: Mobb's Royal                               |
| Mobb's Royal (oder: Mobbs Royal) |                                    |                                         | |                                                                     | e, f                                              |
| Model-Reinette | Siehe: Muster-Renette              | Siehe: Muster-Renette                   | Siehe: Muster-Renette                                                                                 | Siehe: Muster-Renette                                               | Siehe: Muster-Renette                             |
| Modi (oder: Civg 198) |                                    | Liberty × Gala                          | 2006 Italien                                                                                          |                                                                     |                                                   |
| Modoc |                                    |                                         | |                                                                     |                                                   |
| Moeneuvre | Siehe: Roter Augustiner            | Siehe: Roter Augustiner                 | Siehe: Roter Augustiner                                                                               | Siehe: Roter Augustiner                                             | Siehe: Roter Augustiner                           |
| Mohrenapfel | Siehe: Brauner Matapfel            | Siehe: Brauner Matapfel                 | Siehe: Brauner Matapfel                                                                               | Siehe: Brauner Matapfel                                             | Siehe: Brauner Matapfel                           |
| Mohrenborsdorfer | Siehe: Roter Eiserapfel            | Siehe: Roter Eiserapfel                 | Siehe: Roter Eiserapfel                                                                               | Siehe: Roter Eiserapfel                                             | Siehe: Roter Eiserapfel                           |
| Mohrenkopf | Siehe: Roter Eiserapfel            | Siehe: Roter Eiserapfel                 | Siehe: Roter Eiserapfel                                                                               | Siehe: Roter Eiserapfel                                             | Siehe: Roter Eiserapfel                           |
| Mohrenstettiner | Siehe: Roter Eiserapfel            | Siehe: Roter Eiserapfel                 | Siehe: Roter Eiserapfel                                                                               | Siehe: Roter Eiserapfel                                             | Siehe: Roter Eiserapfel                           |
| Moldauer Taubenapfel |                                    |                                         | |                                                                     | p (S. 479f)                                       |
| Molleskov |                                    |                                         | |                                                                     | f                                                 |
| Mölleskovapfel |                                    |                                         | |                                                                     | h (Nr. 195, S. 217)                               |
| Möllers Spitzapfel |                                    |                                         | |                                                                     | p (S. 481)                                        |
| Mollie's Delicious |                                    |                                         | 1966 in New Jersey, USA                                                                               |                                                                     | a, c, e, f                                        |
| Mollyanne |                                    |                                         | |                                                                     | f                                                 |
| Monarch |                                    |                                         | |                                                                     | a, f, j                                           |
| Mönchsapfel |                                    |                                         | |                                                                     | h (Nr. 604, S. 671), o                            |
| Mondial Gala |                                    | Mutante des Gala                        | |                                                                     |                                                   |
| Monk's Golden Pippin |                                    |                                         | |                                                                     | f                                                 |
| Monmouth |                                    |                                         | |                                                                     |                                                   |
| Monocacy |                                    |                                         | |                                                                     |                                                   |
| Monroe |                                    |                                         | |                                                                     | e, f, j                                           |
| Monstreux Des Vosges | Siehe: Jakob Lebel                 | Siehe: Jakob Lebel                      | Siehe: Jakob Lebel                                                                                    | Siehe: Jakob Lebel                                                  | Siehe: Jakob Lebel                                |
| Monstrous Pippin | Siehe: Gloria Mundi                | Siehe: Gloria Mundi                     | Siehe: Gloria Mundi                                                                                   | Siehe: Gloria Mundi                                                 | Siehe: Gloria Mundi                               |
| Montfort |                                    |                                         | |                                                                     | f                                                 |
| Montmedy |                                    |                                         | |                                                                     | f                                                 |
| Montreal |                                    |                                         | | Holzapfelsorte                                                      |                                                   |
| Montreal Beauty |                                    |                                         | | Beschreibung                                                        |                                                   |
| Montuan |                                    |                                         | |                                                                     |                                                   |
| Moonlight |                                    |                                         | |                                                                     |                                                   |
| Moore Extra |                                    |                                         | |                                                                     |                                                   |
| Moore Sweet |                                    |                                         | |                                                                     | a                                                 |
| Moore's Seedling |                                    |                                         | |                                                                     | f                                                 |
| Morgan Sweet |                                    |                                         | |                                                                     | a, f                                              |
| Morgenduftapfel (oder: Hoary Morning) |                                    |                                         | 1820 Ohio, USA                                                                                        |                                                                     | f, h (Nr. 164, S. 185), o                         |
| Morgenrot | Siehe: Morgenrotapfel              | Siehe: Morgenrotapfel                   | Siehe: Morgenrotapfel                                                                                 | Siehe: Morgenrotapfel                                               | Siehe: Morgenrotapfel                             |
| Morgenrotapfel (oder: Morgenrot) |                                    |                                         | |                                                                     | f                                                 |
| Möriker | Siehe: Karmeliterrenette           | Siehe: Karmeliterrenette                | Siehe: Karmeliterrenette                                                                              | Siehe: Karmeliterrenette                                            | Siehe: Karmeliterrenette                          |
| Moringer Rosenapfel |                                    |                                         | Um 1830 von Oberamtsrichter von Hinüber gefunden, 1869 von Johann Georg Conrad Oberdieck beschrieben. |                                                                     | h (Nr. 175, S. 196), j, o                         |
| Morkrod |                                    |                                         | |                                                                     | f                                                 |
| Morley's Seedling |                                    |                                         | |                                                                     | a, f                                              |
| Morris Red |                                    |                                         | |                                                                     |                                                   |
| Morris's Russet |                                    |                                         | |                                                                     | f                                                 |
| Mors De Boeuf |                                    |                                         | |                                                                     | o                                                 |
| Mors De Cochon |                                    |                                         | |                                                                     | o                                                 |
| Mors De Veau |                                    |                                         | |                                                                     | f                                                 |
| Morspur | Siehe: Morspur Mcintosh            | Siehe: Morspur Mcintosh                 | Siehe: Morspur Mcintosh                                                                               | Siehe: Morspur Mcintosh                                             | Siehe: Morspur Mcintosh                           |
| Morspur Mcintosh (oder: Mcintosh Morspur, Morspur) |                                    | Mcintosh × unbekannt                    | |                                                                     | e                                                 |
| Mosel-Eisenapfel |                                    |                                         | |                                                                     | j, o                                              |
| Mossauer Rambour |                                    |                                         | |                                                                     | p (S. 482)                                        |
| Mossauer Streifling |                                    |                                         | |                                                                     | p (S. 483)                                        |
| Moss's Seedling |                                    |                                         | |                                                                     | f                                                 |
| Mother | Siehe: Mutterapfel                 | Siehe: Mutterapfel                      | Siehe: Mutterapfel                                                                                    | Siehe: Mutterapfel                                                  | Siehe: Mutterapfel                                |
| Mother Apple | Siehe: Mutterapfel                 | Siehe: Mutterapfel                      | Siehe: Mutterapfel                                                                                    | Siehe: Mutterapfel                                                  | Siehe: Mutterapfel                                |
| Mother Of America | Siehe: Mutterapfel                 | Siehe: Mutterapfel                      | Siehe: Mutterapfel                                                                                    | Siehe: Mutterapfel                                                  | Siehe: Mutterapfel                                |
| Mother Of The Arnericans | Siehe: Mutterapfel                 | Siehe: Mutterapfel                      | Siehe: Mutterapfel                                                                                    | Siehe: Mutterapfel                                                  | Siehe: Mutterapfel                                |
| Moti |                                    |                                         | |                                                                     | f                                                 |
| Mottais |                                    |                                         | |                                                                     | e                                                 |
| Motteranche |                                    |                                         | |                                                                     | o                                                 |
| Mouche Creuse |                                    |                                         | |                                                                     |                                                   |
| Moulin À Vent |                                    |                                         | | Herstellung von Cidre                                               |                                                   |
| Mount Rainier |                                    |                                         | |                                                                     | f                                                 |
| Mountain Boomer |                                    |                                         | |                                                                     | a                                                 |
| Moyer's Spice |                                    |                                         | |                                                                     | a                                                 |
| Moyeuvre | Siehe: Roter Augustiner            | Siehe: Roter Augustiner                 | Siehe: Roter Augustiner                                                                               | Siehe: Roter Augustiner                                             | Siehe: Roter Augustiner                           |
| Mr. Gladstone |                                    |                                         | |                                                                     | a                                                 |
| Mr. Prothero |                                    |                                         | |                                                                     | e                                                 |
| Mrs. Barron |                                    |                                         | |                                                                     | f                                                 |
| Mrs. Lakeman's Seedling |                                    |                                         | |                                                                     | f                                                 |
| Mrs. Phillimore |                                    |                                         | |                                                                     | e, f                                              |
| Muckenheims Winter-Kronapfel |                                    |                                         | |                                                                     | h (Nr. 213, S. 235)                               |
| Mühlapfel | Siehe: Roter Augustiner            | Siehe: Roter Augustiner                 | Siehe: Roter Augustiner                                                                               | Siehe: Roter Augustiner                                             | Siehe: Roter Augustiner                           |
| Mühlbacher Reinette |                                    |                                         | |                                                                     | p (S. 484)                                        |
| Müllerkleins Sämling |                                    |                                         | |                                                                     | h (Nr. 607, S. 674)                               |
| Müllers Goldpepping |                                    |                                         | | Benannt durch Richard Zorn                                          | p (S. 485)                                        |
| Müllers Spitzapfel |                                    |                                         | |                                                                     | h (Nr. 650, S. 722)                               |
| Multhaupts Kronenapfel |                                    |                                         | |                                                                     | h (Nr. 182, S. 203)                               |
| Multhaupts Winterkronenapfel |                                    |                                         | |                                                                     | o                                                 |
| Multhaupts Renette |                                    |                                         | |                                                                     | h (Nr. 498, S. 551), o                            |
| Mumenthaler |                                    |                                         | |                                                                     | o                                                 |
| Münchhausens Gestreifter Glockenapfel |                                    |                                         | |                                                                     | o                                                 |
| Munigold |                                    |                                         | |                                                                     | o                                                 |
| Munro's Favorite |                                    |                                         | |                                                                     |                                                   |
| Munson |                                    |                                         | |                                                                     |                                                   |
| Munson Sweet |                                    |                                         | |                                                                     |                                                   |
| Munster Tulip |                                    |                                         | |                                                                     | f                                                 |
| Münsterländer Borsdorfer | Siehe: Roter Pariner               | Siehe: Roter Pariner                    | Siehe: Roter Pariner                                                                                  | Siehe: Roter Pariner                                                | Siehe: Roter Pariner                              |
| Muntenesti |                                    |                                         | |                                                                     | f                                                 |
| Muoler Rosen |                                    |                                         | |                                                                     | o                                                 |
| Murasaki |                                    |                                         | |                                                                     | e, f, j                                           |
| Murer Reinette | Siehe: Kanadarenette               | Siehe: Kanadarenette                    | Siehe: Kanadarenette                                                                                  | Siehe: Kanadarenette                                                | Siehe: Kanadarenette                              |
| Murfitt's Seedling |                                    |                                         | |                                                                     | f                                                 |
| Muscadet De Dieppe |                                    |                                         | um 1750 in Normandie, Frankreich                                                                      | Herstellung von Cidre                                               | a, c, e, f                                        |
| Muscadet Petit De L'Orne |                                    |                                         | | Herstellung von Cidre                                               |                                                   |
| Muscat De Bernay |                                    |                                         | |                                                                     | a                                                 |
| Musch | Siehe: Josef Musch                 | Siehe: Josef Musch                      | Siehe: Josef Musch                                                                                    | Siehe: Josef Musch                                                  | Siehe: Josef Musch                                |
| Müschens Rosenapfel (oder: Lorraine Summer Rambour, Lothringer Rambour, Rambo, Rambour De Lorraine, Rambour D'Ete, Rambour Franc, Summer Rambo, Summer Rambour)                       |                                    |                                         | | Beschreibung                                                        | a, d, h (Nr. 159, S. 180), h (Nr. 259, S. 291), o |
| Museau De Bœuf |                                    |                                         | |                                                                     |                                                   |
| Museau De Chien |                                    |                                         | |                                                                     | o                                                 |
| Museau De Lièvre |                                    |                                         | |                                                                     |                                                   |
| Museau De Lièvre Blanc |                                    |                                         | |                                                                     | o                                                 |
| Museau De Lièvre Rouge |                                    |                                         | |                                                                     | o                                                 |
| Museau De Mouton |                                    |                                         | |                                                                     | o                                                 |
| Muser | Siehe: Breitacher                  | Siehe: Breitacher                       | Siehe: Breitacher                                                                                     | Siehe: Breitacher                                                   | Siehe: Breitacher                                 |
| Muskateller-Luiken |                                    |                                         | |                                                                     | p (S. 486)                                        |
| Muskatrenette (oder: Fail-Me-Never, Gezuckerte Bisam-Reinette, Herefordshire Margil, Margil, Margil Muskatrenette, Never Fail, Small Ribston, White Margil)                           |                                    |                                         | vor 1750                                                                                              | Beschreibung                                                        | a, c, e, f, h (Nr. 448, S. 500), o                |
| Muster | Siehe: Muster-Renette              | Siehe: Muster-Renette                   | Siehe: Muster-Renette                                                                                 | Siehe: Muster-Renette                                               | Siehe: Muster-Renette                             |
| Muster-Renette (oder: Model-Reinette, Muster) |                                    |                                         | |                                                                     | h (Nr. 483, S. 536), p (S. 478, 487)              |
| Mutsu (oder: Crispin) |                                    | Golden Delicious oder Cox Orange × Indo | 1930 in der Präfektur Aomori, Japan                                                                   |                                                                     | a, c, d, e, f, g (S. 245), o                      |
| Muttech |                                    |                                         | |                                                                     | o                                                 |
| Mutter-Apfel | Siehe: Mutterapfel                 | Siehe: Mutterapfel                      | Siehe: Mutterapfel                                                                                    | Siehe: Mutterapfel                                                  | Siehe: Mutterapfel                                |
| Mutterapfel (oder: American Mother, Gardener's Apple, Mother, Mother Apple, Mother Of America, Mother Of The Arnericans, Mutter-Apfel, Queen, Queen Anne, Queen Mary)                 |                                    |                                         | 1840 in Massachusetts, USA                                                                            |                                                                     | a, c, d, e, f, o, p (S. 488ff)                    |
| Muz-Alma |                                    |                                         | |                                                                     | e                                                 |
| My Jewel |                                    |                                         | um 1940 in Watsonville, California                                                                    |                                                                     | c                                                 |
| Myra Red Fuji |                                    | Sport von Fuji                          | |                                                                     |                                                   |